# Robert Bowie Owens
Robert ("Bobby") Bowie Owens (29 de octubre de 1870 - 3 de noviembre de 1940) fue un ingeniero eléctrico estadounidense, conocido como colaborador de Ernest Rutherford en el descubrimiento de los rayos alfa.

## Biografía

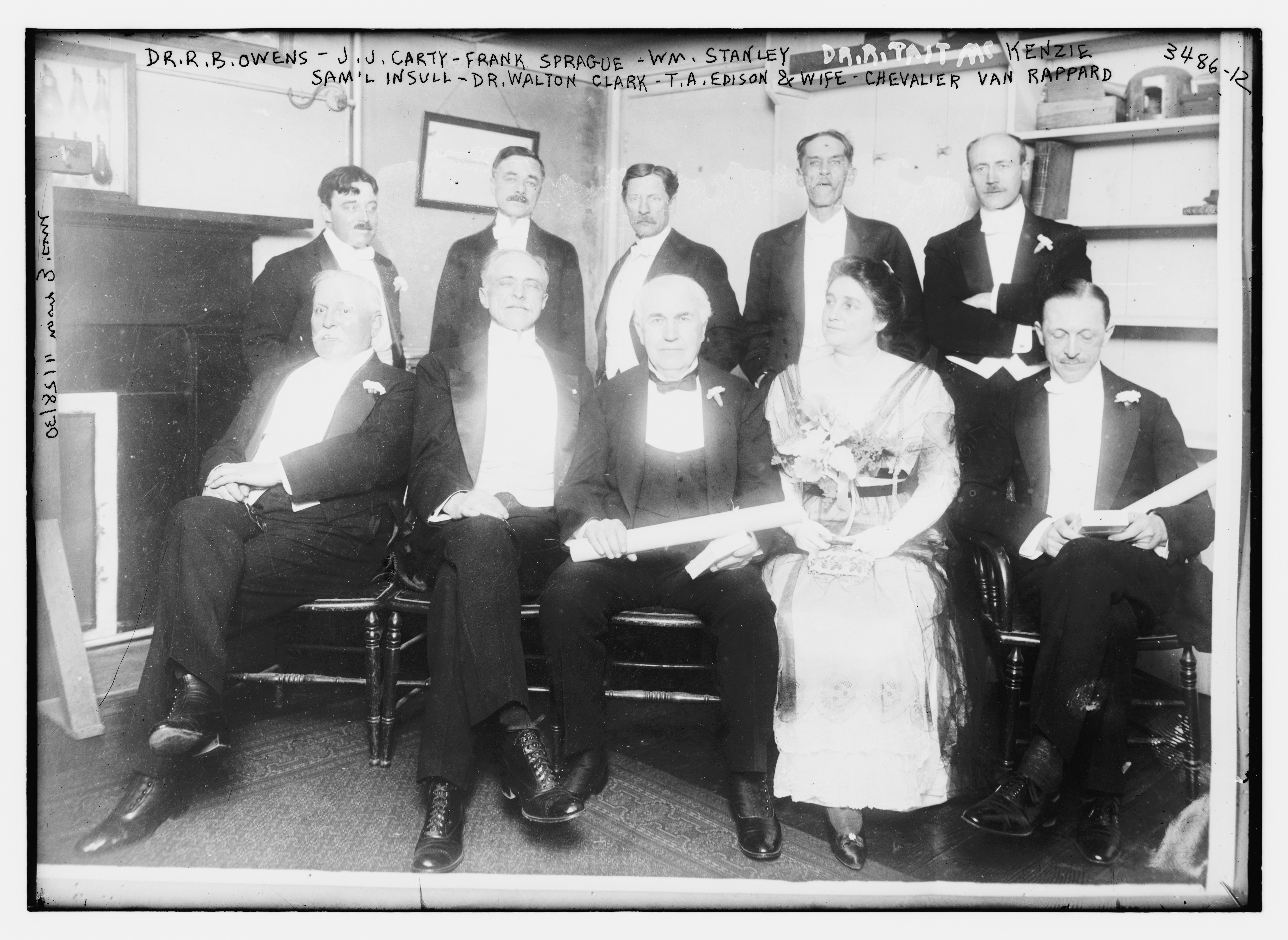
Owens (primero por la izquierda, de pie), durante la entrega de la Medalla Franklin en 1915. En el centro, Thomas Alva Edison

Owens se graduó en la Escuela Industrial de la Universidad Johns Hopkins y en la Universidad de Columbia.
El 19 de agosto de 1891 fue contratado como profesor adjunto de ingeniería eléctrica en la recién fundada escuela de Ingeniería Eléctrica de la Universidad de Nebraska. Tras siete años en Nebraska, en agosto de 1898 obtuvo la cátedra MacDonald de Ingeniería Eléctrica en la Universidad MCGill de Montreal.
Durante su estancia en Nebraska, Owens estuvo implicado en la formación en 1893 de La Sociedad de Ingenieros Eléctricos de la Universidad de Nebraska, institución conocida hoy en día como IEEE.
En 1899, Owens y Ernest Rutherford (trabajando juntos en la Universidad McGill), observaron variaciones al tratar de medir la radiación del óxido de torio, observaciones que se concretaron un año después con el descubrimiento del gas radón por el alemán Friedrich Ernst Dorn.
Sirvió como oficial en la Primera Guerra Mundial, junto al General John J. Pershing.
Fue director de la Academia de Ciencias de Maryland y secretario de Instituto Franklin de 1910 a 1924.
Falleció el 3 de noviembre de 1940, alos 70 años de edad.